# Brúnó
A Brúnó germán eredetű német névből származó férfinév. Jelentése: barna.

## Gyakorisága
Az 1990-es években szórványos név, a 2000-es években nem szerepel a 100 leggyakoribb férfinév között.

## Névnapok
- február 2.[2]
- február 14.[2]
- május 17.[2]
- október 6.[2]
- október 11.[2]

## Híres Brúnók
- Bruno Mars énekes
- Querfurti Brúnó
- Segni Szent Brúnó
- Sankt Gallen-i Bruno
- Straub F. Brunó biokémikus, az MTA alelnöke, a Magyar Népköztársaság Elnöki Tanácsának elnöke.
- Bruno Senna autóversenyző
- Giordano Bruno olasz gondolkodó, filozófus, vándorhumanista, a reneszánsz kor egyik legeredetibb és legkiemelkedőbb alakja.
- Bruno Kreisky  Osztrák politikus. 1959-től 1966-ig Ausztria külügyminisztere, majd 1970-től 1983-ig szövetségi kancellárja.
- Bánszki Brúnó kézilabdázó [5]